# Hybomitra muluba
Hybomitra muluba är en tvåvingeart som först beskrevs av Joseph Charles Bequaert 1913.  Hybomitra muluba ingår i släktet Hybomitra och familjen bromsar. Inga underarter finns listade i Catalogue of Life.